# Districte de Braga
El Districte de Braga és un districte portuguès, que pertany a la província tradicional del Minho i a la regió del Nord. Limita al nord amb el districte de Viana do Castelo i amb la província d'Ourense, a Galícia (Espanya), a l'est amb el districte de Vila Real, al sud amb el districte de Porto i a l'oest amb l'oceà Atlàntic. Àrea: 2673 km² (és el 15è en extensió). Població resident (2001): 831.368. Seu del districte: Braga.

## Subdivisions
A l'actual divisió principal del país, el districte es troba integrat a la regió del Nord. Al seu territori existeixen dues subregions principals, subregió del Cávado i subregió de l'Ave, però també inclou concelhos pertanyents a la subregió del Tâmega. En resum:
- Regió del Nord
  - Subregió de l'Ave
    - Fafe
    - Guimarães
    - Póvoa de Lanhoso
    - Vieira do Minho
    - Vila Nova de Famalicão
    - Vizela

  - Subregió del Cávado
    - Amares
    - Barcelos
    - Braga
    - Esposende
    - Terras de Bouro
    - Vila Verde

  - Subregió del Tâmega
    - Cabeceiras de Basto
    - Celorico de Basto

## Geografia física
El districte de Braga és un territori força accidentat, dominat per altituds elevades a l'est, al costat de la frontera espanyola i als límits amb el districte de Vila Real, i baixant fins al litoral occidental, en un relleu travessat pels valls de diversos rius que fluïxen d'est-nord-est a oest-sud-oest. Les altituds majors es troben a la Sierra Amarilla (1.361 m), al límit amb el districte de Viana do Castelo i a la frontera amb Espanya, amb la serra de Gerês, que té la seva major altitud, 1.508 m, precisament al límit amb el districte de Vila Real i molt a prop de la frontera espanyola, i a la part occidental de la serra de Cabreira, que arriba a 1.262 m d'altitud. La vall del riu Cávado és l'accident més important relacionat amb la xarxa hidrogràfica, travessant totalment el districte i dividint les seves muntanyes en dues àrees diferenciades. El Cávado entra al districte per l'est, on serveix de frontera amb el districte de Vila Real al llarg d'alguns quilòmetres, i desemboca a l'oceà Atlàntic al litoral d'Esposende, a l'oest, l'única zona del districte relativament plana. La conca hidrogràfica del Cávado inclou la vall del riu Homem, que neix al Gerês i desemboca al Cávado, a la confluència dels municipis de Vila Verde, Estimessis i Braga.
Al sud del Cávado, l'altra vall important és la del riu Ave, riu que neix al districte, a la Serra de Cabreira, i travessa la seva part meridional, servint de frontera amb el districte de Porto al llarg de gairebé 20 km. Un dels afluents de l'Ave, el riu Vizela, continua pel límit sud del districte al llarg d'altres 20 km. El riu Este, que passa molt a prop de la capital del districte, és un altre afluent rellevant de l'Ave. Hi ha alguns embassaments al districte. El més conegut és l'embassament de Vilarinho das Furnas, al curs superior del riu Homem. Al baix Cávado se situa l'embassament de Penide i a l'alt Cávado es troben l'embassament de la Caniçada i l'embassament de Salamonde. Al riu Ave es troben alguns embassaments petits i l'embassament de l'Ermal, que és bastant gran. La costa, inclosa per complet en el municipi d'Esposende, és sorrenca.

## Ciutats principals
Braga, Guimarães

## Altres ciutats
Barcelos, Esposende, Famalicão, Fafe i Vizela

## Platges
Ofir, Fão, Esposende

## Parc Nacional
Peneda-Geres